# Fosfor
Fosfor (P, stgr. φωσφόρος phōsphóros ‘niosący światło’, łac. phosphorus) – pierwiastek chemiczny, niemetal. Jedynym stabilnym izotopem fosforu jest 31
P.
Fosfor po raz pierwszy został wyizolowany (jako biały fosfor) w 1669. Nazwa pochodzi od zjawiska emisji słabego światła po wystawieniu na działanie tlenu. Pokrewny termin fosforescencja, oznaczający świecenie różnych substancji po wcześniejszym wystawieniu na działanie światła, pochodzi od nazwy fosforu. Jednak zjawisko świecenia fosforu jest nazywane chemiluminescencją, gdyż jest wynikiem reakcji utleniania.
Fosfor występuje w czterech odmianach alotropowych, jako: fosfor biały, czerwony, fioletowy oraz czarny.

## Fosfor biały
W wodzie jest prawie nierozpuszczalny, słabo rozpuszcza się w etanolu i chloroformie, dobrze w dwusiarczku węgla, z którego wydziela się po odparowaniu w postaci kryształów układu regularnego o połysku diamentowym.
Przy zwykłym ciśnieniu fosfor biały topi się w 44 °C, a wrze w 277 °C, przechodząc w pary o składzie P
4. Ponieważ bardzo łatwo ulega samozapłonowi, przechowuje się go pod wodą. Jest trudny do ugaszenia, ponieważ w wysokich temperaturach reaguje z wodą, która go dodatkowo rozprasza.
Ma tendencję do przechodzenia w inne, bardziej trwałe odmiany, do których należy fosfor czerwony.
Cząsteczka fosforu białego składa się z 4 atomów. W temperaturze pokojowej ulega powolnemu utlenianiu, emitując światło (chemiluminescencja).
Reaguje z wrzącym roztworem wodorotlenku baru:
2P
4 + 3Ba(OH)
2 → 2PH
3↑ + 3Ba(H
2PO
2)
2
W reakcji powstaje fosforiak (fosforowodór) i barowa sól kwasu fosforowego(I).
Jest bardzo łatwopalny. Z tego powodu dawniej służył do produkcji zapałek. Były niebezpieczne, ponieważ zapalały się po potarciu o każdą szorstką powierzchnię, a ponadto były trujące. Obecnie jedynie szorstka powierzchnia pudełek, służących do pocierania zapałek, zawiera nieco czerwonego fosforu, zmieszanego z tłuczonym szkłem i dwutlenkiem manganu. Wskutek ogrzania, wywołanego potarciem zapałki, fosfor się zapala i płomień przenosi się na główkę.
Jest silnie trujący; dla człowieka o wadze 60 kg śmiertelna dawka wynosi 100 mg.
Fosfor biały stosowany jest jako broń zapalająca i trutka na szczury.

## Fosfor czerwony
Inaczej zwany fosforem bezpostaciowym. Otrzymuje się go przez prażenie fosforu białego w atmosferze azotu i temperaturze 250 °C z użyciem jodu jako katalizatora.
Jest nietoksyczny, mniej reaktywny od fosforu białego. Zapala się powyżej 400 °C, jego ugaszenie jest bardzo trudne, ponieważ pali się nawet przy ograniczonym dostępie tlenu.
Używany jako jeden ze składników draski na pudełkach zapałek.

## Fosfor fioletowy
Powstaje w wyniku ogrzewania fosforu czerwonego w próżni w temperaturze ok. 550 °C. Inną metodą otrzymywania jest krystalizacja z roztworu fosforu białego w stopionym ołowiu. Nierozpuszczalny w żadnej substancji. Mało aktywny chemicznie.

## Fosfor czarny
Najtrwalsza odmiana fosforu. Otrzymywany przez ogrzewanie fosforu białego bez dostępu tlenu w temp. 220 °C i pod ciśnieniem 12 tys. atm. Ma barwę szarą, połysk metaliczny, przewodzi prąd elektryczny.

## Znaczenie biologiczne

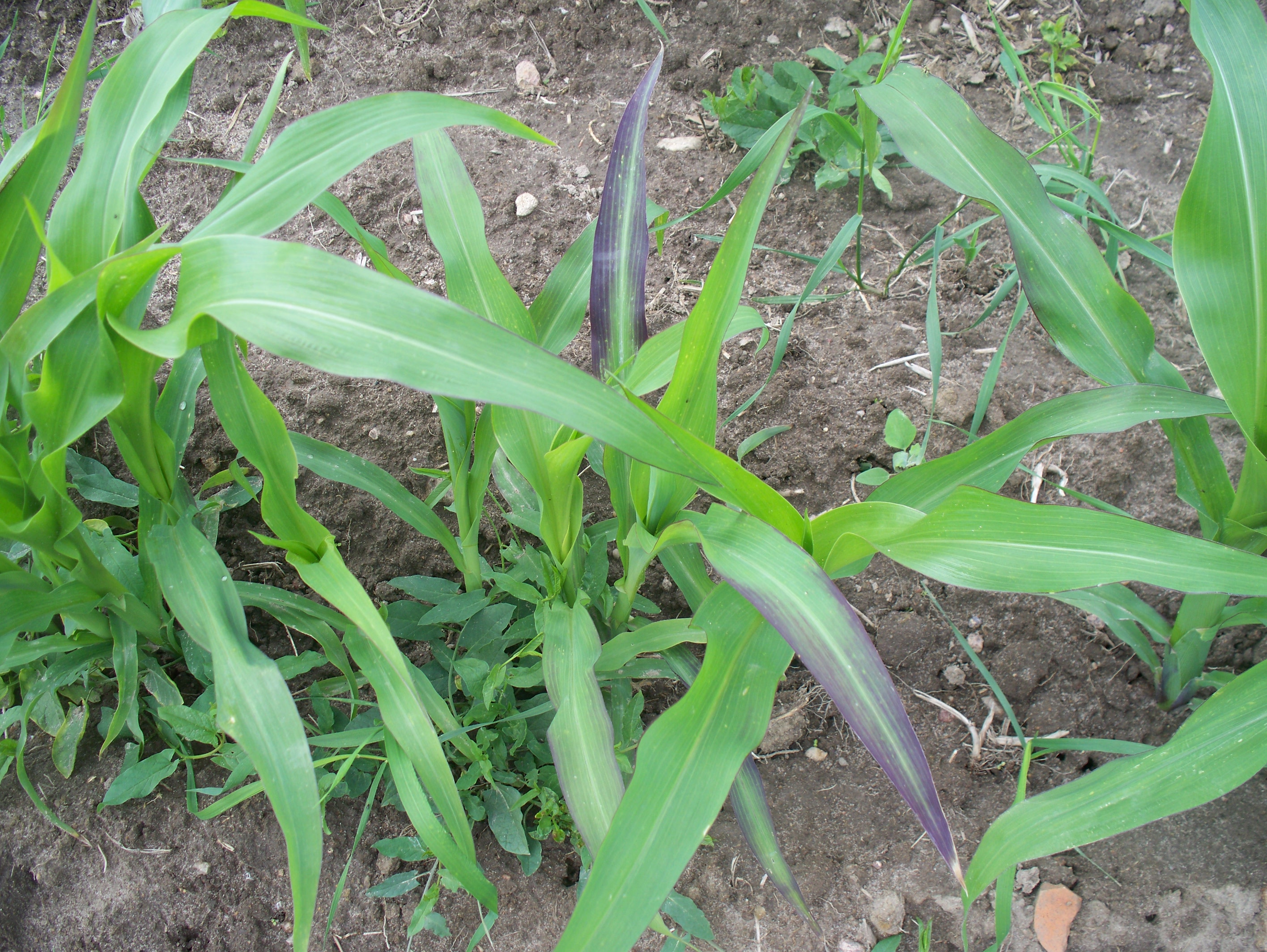
Objawy niedoboru fosforu w postaci fioletowych przebarwień na młodych roślinach kukurydzy

Fosfor jest makroelementem niezbędnym do funkcjonowania komórek. Wchodzi w skład kości, kwasów nukleinowych oraz wielu związków przekazujących energię na poziomie molekularnym, takich jak ATP.
Rośliny pobierają fosfor przede wszystkim w postaci rozpuszczonych w wodzie jonów fosforanowych, zwłaszcza H
2PO−
4 w środowisku kwaśnym i HPO2−
4 w środowisku zasadowym, ponieważ zaś warunki w ryzosferze zwykle są kwaśne, przeważa pierwsza postać. Zakorzenione rośliny wodne pobierają fosfor bądź z wody, bądź z osadu. Pobieranie fosforu przez rośliny jest zmienne w czasie, w najmłodszych fazach pobierają go mało, po czym następuje wzrost z maksimum jeszcze przed osiągnięciem maksymalnej biomasy, a następnie wyhamowanie. U zbóż ma ono miejsce od 3. do 5. fazy BBCH (między strzelaniem w źdźbło a kłoszeniem). W pierwszych tygodniach wzrostu następuje okres krytyczny, podczas którego roślina wymaga określonej ilości fosforu, którego niedoboru nie da się zrekompensować późniejszym nawożeniem.
Informacje dotyczące tzw. luksusowej konsumpcji, czyli pobierania przez rośliny fosforu w ilościach większych niż wymagane, są sprzeczne. Dane głównie oparte na obserwacji roślin uprawnych wskazują, że zjawisko to w zasadzie nie zachodzi, choć rośliny żyjące na glebach żyznych mogą zawierać w tkankach więcej fosforu niż rośliny siedlisk ubogich. Z kolei rośliny mokradłowe pobierają fosfor w sposób luksusowy, czemu sprzyjają mechanizmy magazynowania go w postaci związków fosfoorganicznych. U tych gatunków, które nie potrafią aktywnie wydalać nadmiaru fosforu, może dochodzić do zatrucia. Związki fosforu są przemieszczane między organami roślin w zależności od zapotrzebowania. W tkankach roślinnych występuje zarówno w postaci nieorganicznej (głównie jako fosforany, mniej jako pirofosforany), jak i organicznej. Organiczne związki fosforu to m.in. kwasy zawierające grupy karboksylowe i fosforanowe czy estry. Kwas 3-fosfoglicerynowy i aldehyd 3-fosfoglicerynowy są estrami biorącymi udział w oddychaniu i fotosyntezie. Fosfolipidy, w tym lecytyny, budują błony komórkowe, a fityna ma charakter substancji zapasowej, magazynującej fosfor. Substancje te z kolei przyswajane z pokarmem przez zwierzęta pełnią w ich organizmach dodatkowe funkcje. Grupa fosforanowa wchodzi także w skład nukleotydów biorących udział w energetyce komórki (np. ATP), komunikacji komórek (np. cAMP) oraz w przechowywaniu informacji genetycznej i syntezie białek (DNA i RNA).
Fosfor obok azotu i potasu jest jednym z trzech głównych makroelementów potrzebnych do życia roślin (poza tzw. organogenami, czyli węglem, wodorem i tlenem). Niedobór fosforu dostępnego dla roślin powoduje u nich różnego rodzaju objawy niedożywienia – spowolnienie wzrostu, rachityczność, mniejszą ilość syntetyzowanych substancji (np. witamin). Dlatego stosuje się nawozy fosforowe i nawozy NPK. Jednocześnie silne nawożenie związkami azotu bez suplementacji fosforowej może zmniejszać przyswajalność glebowego fosforu. W przypadku roślin wieloletnich nawożenie na glebach ubogich powoduje przez kilka pierwszych lat zwiększony pobór i koncentrację w tkankach, po czym następuje wysycenie.
Fosfor jest jednym z głównych makroelementów w organizmach, ale w wodach jest mikroelementem. Ponieważ zawartość fosforu w siedlisku jest stosunkowo mała (wielokrotnie niższa niż w roślinach), często jest ona czynnikiem limitującym wzrost roślin i innych organizmów samożywnych w danym środowisku, zgodnie z prawem minimum Liebiga. Dotyczy to zwłaszcza wód słodkich. Dopływ związków fosforu i innych biogenów do wód powoduje ich eutrofizację. Zwiększenie ilości fosforu w jeziorach skutkuje zwiększoną produkcją pierwotną, jak również przebudową składu gatunkowego zespołów glonów i makrofitów (często zwiększeniem udziału sinic). Ponieważ fosfor jest wchłaniany przez organizmy, jego zawartość w wodzie może nadal być stosunkowo niska. W środowiskach lądowych w pewnych warunkach fosfor również może być czynnikiem limitującym produkcję pierwotną. Powolna eutrofizacja jest procesem naturalnym, ale jest przyspieszana przez zanieczyszczenia antropogeniczne, głównie ścieki komunalne z detergentami zawierającymi fosforany i spływy z nawożonych pól.

## Zastosowanie
Tlenki fosforu używane są jako reduktory (P
4O
6) lub środki suszące (P
4O
10). Kwas fosforowy (H
3PO
4) jest dodatkiem do napojów gazowanych typu cola. Związki tego pierwiastka wykorzystywane są również w przemyśle chemicznym jako katalizatory.
Fosforan sodu stosuje się do proszków do prania. Coraz powszechniejsze używanie detergentów powoduje zwiększanie stężenia związków fosforu w wodach rzek i jezior, prowadząc do eutrofizacji. Fosfor jest również składnikiem lutu twardego (np. L-CuP6) stosowanego do lutowania rur miedzianych w instalacjach wodnych, gazowych lub freonowych.
Z izotopów nietrwałych najczęściej stosowany jest fosfor-32 – w rolnictwie, biologii i medycynie. Odkłada się w kościach (skażenie dopuszczalne 220 kBq).

## Występowanie w przyrodzie
W przyrodzie występuje w ilości ok. 0,12% wagowo, jedynie w postaci izotopu o liczbie masowej 31.
Ważne minerały fosforu to apatyt i fosforyty. Fosfor tworzy szereg kwasów, z czego najważniejszym jest kwas fosforowy H
3PO
4. Związki fosforu są stosowane jako nawozy sztuczne.
Postać związków fosforu w wodach zależy od jej odczynu. W wodach o pH < 6 przeważają jony H
2PO−
4, a w wodach o pH > 7 HPO2−
4. Jony PO3−
4 występują w małych ilościach jedynie w wodach zasadowych (pH > 8,5), a kwas H
3PO
4 w wodach kwaśnych (pH < 6).
Zawartość fosforu w wodach gruntowych wynosi od 24,10 μg/l w strefie tropikalnej do 80,00 μg/l na obszarach górskich (średnio w strefie ługowania skał 61,00 μg/l). Fosfor w wodach podziemnych pochodzi głównie z wietrzenia apatytów, a także z zanieczyszczeń kopalnianych. Niewielka ruchliwość związków fosforu sprawia, że w wodach podziemnych mało jest fosforu pochodzącego z zanieczyszczeń komunalnych, w przeciwieństwie do wód powierzchniowych. W glebie fosfor w większości występuje nie w formie rozpuszczonej, lecz stałej. W warunkach środkowoeuropejskich wśród gleb najbogatsze w fosfor są czarnoziemy, a najuboższe bielice i piaski. Fosfor w glebach silnie kwaśnych (pH < 5,5) występuje głównie w postaci fosforanów żelaza, glinu i manganu, a w pozostałych – fosforanów wapnia i magnezu (hydroksyapatyt, fluoroapatyt). Od kilku do ¾ fosforu glebowego jest w związkach organicznych (głównie fityna i fityniany) pochodzący z rozkładu szczątków organizmów.

## Historia
Fosfor został odkryty przez niemieckiego alchemika Henniga Branda w Hamburgu w 1669 roku. Odparowywał on mocz zwierzęcy, a pozostałość prażył z piaskiem bez dostępu powietrza. W wyniku na wewnętrznych ściankach retorty osadzała się biała, woskowata substancja, jarząca się niebieskozielonym światłem (fosfor biały). W pierwszej komercyjnej metodzie otrzymywania fosforu (koniecznego do produkcji zapałek) substancją wyjściową były kości zwierzęce, co znalazło odbicie w proponowanej polskiej nazwie fosforu koścień.

## Kwasy zawierające fosfor
Znanych jest wiele kwasów tlenowych zawierających fosfor (w niektórych przypadkach znane tylko jako sole lub estry), np.:
- kwas fosfinowy (fosforowy(I), podfosforawy) – H
3PO
2
- kwas fosfonowy (fosforawy, fosforowy(III)) – H
3PO
3
- kwas metafosforawy (metafosforowy(III)) – HPO
2
- kwas metatrifosforawy (metatrifosforowy(III)) – H
3P
3O
6 (związek cykliczny)
- kwas difosfonowy (pirofosforawy, difosforowy(III)) – H
4P
2O
5
- kwas podfosforowy (fosforowy(IV)) – H
4P
2O
6
- kwas fosforowy (fosforowy(V), ortofosforowy) – H
3PO
4 (najczęściej spotykany kwas fosforu)
- kwas difosforowy (pirofosforowy, difosforowy(V)) – H
4P
2O
7
- kwas trifosforowy (ortotrifosforowy(V)) – H
5P
3O
10
- kwas metafosforowy – wzór empiryczny: HPO
3
  - kwas metatrifosforowy – H
3P
3O
9
  - kwas metatetrafosforowy – H
4P
4O
12
  - kwas nadtlenofosforowy

Znane są też liczne analogi powyższych kwasów, w których jeden lub więcej atomów tlenu zostało zastąpionych przez atomy innych tlenowców (S, Se, Te), azotu lub boru, np.:
- kwas tiofosfonowy H
3PO
2S
- kwas selenofosforowy H
3PO
3Se
- kwas tellurofosforowy H
3PO
3Te
- kwas amidofosforowy H
3PO
3NH
2
- kwas boranofosforowy H
3PO
3BH
3

Ponadto otrzymano szereg mieszanych polikwasów zawierających jako atomy centralne fosfor i metale przejściowe, np. kwasy molibdenowanadofosforowe H
4[PMo
11VO
40]·34H
2O, H
5[PMo
10V
2O
40]·32H
2O i H
6[PMo
9V
3O
40]·34H
2O występujące w postaci pomarańczowych kryształów.
W kwasach fosforu zawierających wiązanie P−H (np. w kwasie fosfonowym) atomy wodoru mogą zostać zastąpione resztami organicznymi, tworząc liczną grupę kwasów alkilo- i arylofosfonowych i fosfinowych oraz ich analogów zawierających inne heteroatomy, np. kwas dodecylofosfonowy.
Częściowo zestryfikowane kwasy fosforu zawierające labilne atomy wodoru, mają także charakter kwasowy, np. kwas rybonukleinowy (RNA) i kwas deoksyrybonukleinowy (DNA).